# План операции «Тибет»

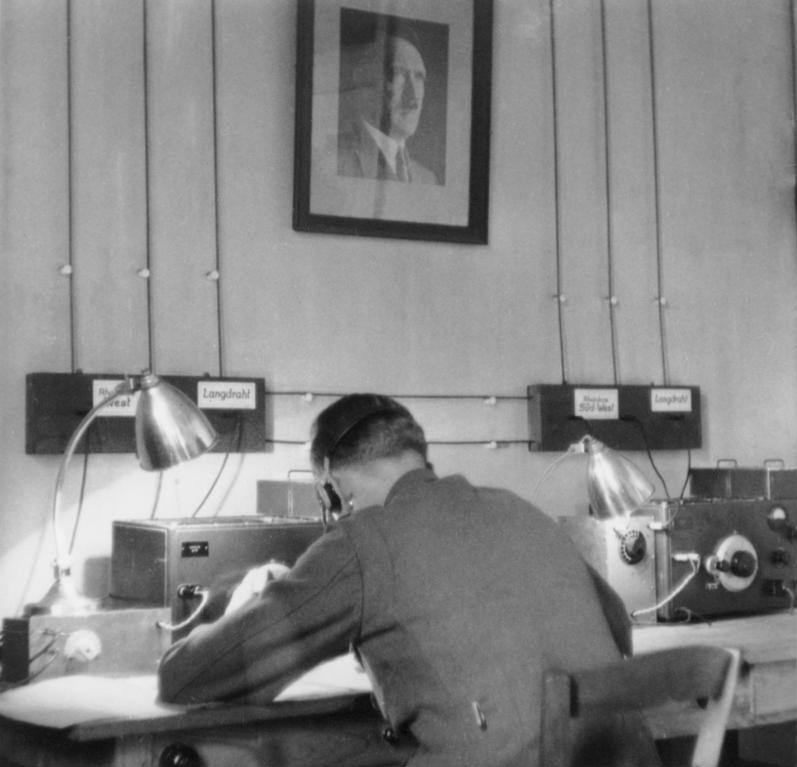
Секретная радиослужба «ОКВ АMT Аусланд/Абвер» (министерство иностранных дел/обороны)

План операции «Тибет» — план специальной военной операции Третьего рейха, разработанный совместными усилиями имперского министерства иностранных дел и СС против Англии в Тибете. План операции «Тибет» был разработан гауптштурмфюрером СС Эрнстом Шеффером и предусматривал подрывную деятельность против Англии, с использованием поднятых восстаний тибетских племён на территории Тибета.
 
Стратегической задачей операции был «подрыв британского господства в Тибете и Гималаях».
План операции предусматривал организацию крупного восстания тибетских племён и проведение диверсионных действий против стратегических объектов и коммуникаций, а также подразделений армии Британской Индии. Период её проведения по времени должен был совпасть с другой операцией Вермахта — «Аманулла».
План не был реализован по причине разгрома германских войск под Сталинградом, Курском и на Кавказе.

## Этапы операции в соответствии с Планом
Операцию «Тибет» планировалось провести в три этапа:

Первый этап операции состоял в заброске Тибет трёх агентов с крупными денежными средствами. К осени 1939 года он был реализован.
Второй этап предусматривал отправку в Тибет через Афганистан отряд из 10–30 диверсантов, вооружённых пулемётами и автоматами. Опять таки с крупной суммой денег — около 3 млн рейхсмарок для осуществления диверсионных действий.
Третий этап планировал проведение операции под прикрытием — снаряжение «научной» экспедиции, состоящей из 200 (двух ста) офицеров и унтер-офицеров СС, прошедших специальную диверсионную подготовку. Базу СС, для реализации данного этапа операции, планировалось в одной из Советских Среднеазиатских республик. Задача экспедиции состояла в доставке с данной базы до племён Тибета и северных районов «независимой» полосы Британской Индии караван, состоящий из трёх тысяч вьючных животных, гружённых большим объёмом вооружения, в том числе миномётами.

## См.также
- Абвер
- СС
- План операции «Аманулла»
- Мародёры (Абвер)
- Унион — Фаал (Абвер)
- Басмачество